# 希尔斯和戴尔斯 (肯塔基州)
希尔斯和戴尔斯（英語：Hills and Dales），是美国肯塔基州的一座城市。面积约为0.3平方公里（0.1平方英里）。根据2010年美国人口普查，该市的人口为142人。